# Marko Calasan
Marko Calasan (Skopje, 2000) é um profissional em tecnologia da informação da Macedônia.
Começou a se especializar na área aos nove anos de idade.

## Certificações
•MCP – Microsoft Certified Professional
•MCDST- Microsoft Certified Desktop Support Technician
•MCSA – Microsoft Certified Systems Administrator
•MCSE – Microsoft Certified Systems Engineer
•MCTS: Windows 7, Configuring - Microsoft Certified Technology Specialist
•MCITP: Server Administrator on Windows Server 2008
•MCITP: Enterprise Administrator on Windows Server 2008
•CCENT: Cisco Certified Entry Network Technician